# Afghanistan op de Olympische Zomerspelen 2024
Afghanistan nam deel aan de Olympische Zomerspelen 2024 in Parijs, Frankrijk.
In juni 2024 werd hierbij beslist dat het IOC Taliban-functionarissen niet toestaat om deel te nemen aan de Olympische Spelen. Enkel het Afghaansee NOC werd erkend om Afghaanse atleten te selecteren.

## Aantal deelnemers
Hieronder volgt een overzicht van de atleten die zich reeds gekwalificeerd hebben voor de Olympische Zomerspelen van 2024.
| Sport       | Mannen | Vrouwen | Totaal |
| ----------- | ------ | ------- | ------ |
| Atletiek    | 1      | 1       | 2      |
| Judo        | 1      | 0       | 1      |
| Wielersport | 0      | 2       | 2      |
| Zwemmen     | 1      | 0       | 1      |
| Totaal      | 3      | 3       | 6      |

## Deelnemers en resultaten

### Atletiek

#### Loopnummers
Mannen
| atleet                | onderdeel | voorronde | voorronde | series         | series         | herkansingen | herkansingen | halve finale   | halve finale   | finale         | finale         |
| atleet                | onderdeel | tijd      | rang      | tijd           | rang           | tijd         | rang         | tijd           | rang           | tijd           | rang           |
| --------------------- | --------- | --------- | --------- | -------------- | -------------- | ------------ | ------------ | -------------- | -------------- | -------------- | -------------- |
| Sha Mahmood Noor Zahi | 100 m     | 10,64 NR  | 4         | niet geplaatst | niet geplaatst | n.v.t.       | n.v.t.       | niet geplaatst | niet geplaatst | niet geplaatst | niet geplaatst |

Vrouwen
| atlete        | onderdeel | voorronde | voorronde | series         | series         | herkansingen | herkansingen | halve finale   | halve finale   | finale         | finale         |
| atlete        | onderdeel | tijd      | rang      | tijd           | rang           | tijd         | rang         | tijd           | rang           | tijd           | rang           |
| ------------- | --------- | --------- | --------- | -------------- | -------------- | ------------ | ------------ | -------------- | -------------- | -------------- | -------------- |
| Kamia Yousufi | 100 m     | 13,42     | 9         | niet geplaatst | niet geplaatst | n.v.t.       | n.v.t.       | niet geplaatst | niet geplaatst | niet geplaatst | niet geplaatst |

### Judo
| atleet                | onderdeel | eerste ronde         | tweede ronde          | derde ronde          | kwartfinale          | halve finale         | herkansing           | finale / BM          | finale / BM    |
| atleet                | onderdeel | tegenstander uitslag | tegenstander uitslag  | tegenstander uitslag | tegenstander uitslag | tegenstander uitslag | tegenstander uitslag | tegenstander uitslag | rang           |
| --------------------- | --------- | -------------------- | --------------------- | -------------------- | -------------------- | -------------------- | -------------------- | -------------------- | -------------- |
| Mohammad Samim Faizad | −81 kg    | bye                  | Borchasvili V 00 - 11 | niet geplaatst       | niet geplaatst       | niet geplaatst       | niet geplaatst       | niet geplaatst       | niet geplaatst |

### Wielersport

#### Wegwielrennen
Voor het eerst in de Olympische geschiedenis konden twee vrouwelijke, Afghaanse wielrenners zich plaatsen voor de Spelen.
Vrouwen
| atleet         | onderdeel    | tijd     | rang |
| -------------- | ------------ | -------- | ---- |
| Fariba Hashimi | wegwedstrijd | 4.10.47  | 75   |
| Yulduz Hashimi | wegwedstrijd | DNF      | DNF  |
| Yulduz Hashimi | tijdrit      | 44.29,13 | 26   |

### Zwemmen
Mannen
| atleet       | onderdeel       | series | series | halve finale   | halve finale   | finale         | finale         |
| atleet       | onderdeel       | tijd   | rang   | tijd           | rang           | tijd           | rang           |
| ------------ | --------------- | ------ | ------ | -------------- | -------------- | -------------- | -------------- |
| Fahim Anwari | 50 m vrije slag | 27,14  | 63     | niet geplaatst | niet geplaatst | niet geplaatst | niet geplaatst |